# Henryk Kopaczyk
Henryk Kopaczyk (ur. 18 lipca 1930 w Marysinie, zm. 14 sierpnia 1988) – polski ślusarz, poseł na Sejm PRL VII kadencji.

## Życiorys
Uzyskał wykształcenie zasadnicze zawodowe, pracował jako ślusarz narzędziowy w Zakładach Elektrotechniki Motoryzacyjnej w Kwidzynie. W 1976 uzyskał mandat posła na Sejm PRL w okręgu Elbląg. Zasiadał w Komisji Przemysłu Lekkiego oraz w Komisji Zdrowia i Kultury Fizycznej. Został odznaczony Srebrnym Krzyżem Zasługi. Został pochowany na cmentarzu komunalnym w Kwidzynie.